# Warszawa Grochów (przystanek kolejowy)
Warszawa Grochów – kolejowy przystanek osobowy w Warszawie położony na linii nr 7 Warszawa Wschodnia – Dorohusk.
Przystanek z dwukrawędziowym peronem wyspowym wyposażonym w wiatę powstał w ramach przebudowy torów między dworcem Warszawa Wschodnia a przystankiem Warszawa Wawer. Znajduje się w pobliżu ulicy Wiatracznej, na tyłach szpitala przy ul. Szaserów. Prowadzą do niego dojścia piesze od strony ulic Przeworskiej i Makowskiej.
Odpowiedzialna za inwestycją spółka PKP Polskie Linie Kolejowe ogłosiła przetarg na wykonanie robót budowlanych 15 kwietnia 2020. Na etapie projektu, do 2021 przystanek nosił roboczą nazwę Warszawa Wiatraczna. Prace budowlane przy budowie przystanku rozpoczęto 12 czerwca 2023.
Pierwszy pociąg zatrzymał się tu 10 grudnia 2023 roku.